# Valentina Nazarova
Pour les articles homonymes, voir Nazarova.
Valentina Nazarova (en russe : Валентина Викторовна Назарова), née le 16 octobre 1987, est une biathlète russe.

## Carrière
En 2008, elle fait ses débuts internationaux aux Championnats du monde de biathlon d'été junior et y gagne une médaille d'or sur le relais mixte. 
Elle est rappelée dans l'équipe nationale en 2012, pour courir dans l'IBU Cup, où elle monte rapidement sur son premier podium au sprint d'Altenberg. Cet hiver, elle fait sa première apparition dans la Coupe du monde à Oslo, où elle marque ses premiers points (34e à la poursuite). Lors de la saison suivante, elle est active essentiellement dans l'IBU Cup, où elle récolte trois succès. Elle n'est plus sélectionnée en équipe nationale après cet hiver.
Elle se marie ensuite et prend le nom de Telitsina.

## Palmarès

### Coupe du monde
- Meilleur classement général : 93e en 2013.
- Meilleur résultat individuel : 34e.

#### Différents classements en Coupe du monde
| Année     | Classement général final | Sprint | Poursuite | Individuel | Mass start |
| 2012-2013 | 93e                      | -      | 76e       | -          | -          |
| 2013-2014 | 104e                     | 92e    | -         | -          | -          |

### IBU Cup
- 2e du classement général en 2014.
- 9 podiums, dont 3 victoires.